# Akademija Zvjezdane Flote
Akademija Zvjezdane Flote je fiktivna institucija u franšizi Zvjezdane staze u kojoj se obučavaju novi pripadnici Zvjezdane Flote. Osnovana je 2161. godine, a sjedište joj se nalazi u Presidiju, San Francisco. Studijski program traje četiri godine, iako neki programi traju i nešto dulje.